# Momchil (prénom)
Momchil (en bulgare : Момчил) est un prénom bulgare dérivé de momche [момче], « garçon ».
Personnalités ayant comme prénom Momchil :
- Momchil (c.1305-1345), bandit et dirigeant local bulgare ;
- Momchil Karailiev (1982-), athlète bulgare ;
- Momchil Nekov (1986-), homme politique bulgare.